# Supergod (historieta)
Supergod es una miniserie de historietas de cinco números publicada por Avatar Press de noviembre de 2009 a diciembre de 2010, creada por el guionista Warren Ellis y con dibujos de Garry Gastonny. Trata acerca de la creación de seres cuasi divinos por parte de distintas naciones humanas, seres con moral y directrices muy diferentes de las de sus creadores.

## Argumento
Warren Ellis plantea en esta historieta el funesto destino del mundo si los países lograran crear a su propio dios y lo catastrófico del enfrentamiento entre estas divinidades.
Supergod trata de la creación de seres súperpoderosos por parte de las diferentes naciones humanas, que mezclan tecnología y conocimientos prohibidos para hacer aparecer a sus diferentes mesías. Krishna, la segunda de las presuntas divinidades, tiene como premisa fundamental salvar a la India, y para esto comienza un violento plan que incluye un genocidio en su propio país con el objetivo de reducir la población, el bombardeo de Pakistán con armas nucleares, y finalmente el enfrentamiento con todos los demás superseres, evento de proporciones apocalípticas que, por lo que se puede apreciar en el cómic, devendrían en una destrucción del mundo y la civilización actual. En el tomo 3, el narrador (un científico británico a cargo del proyecto Morrigan Lugus) nos indica que el fin del mundo se dio por la comunicación química entre Krishna y Morrigan Lugus, y en el tomo 4 vemos que Malak, el súperser iraní, se enfrenta a Krishna siendo propulsado hasta la luna, a la cual destruye.

## Personajes
- Simon Reddin, el narrador, es un científico militar británico, que conoce los hechos de primera mano, y que aparentemente al verse desbordado por la situación en India con Krishna, ayuda a Morrigan Lugus a entrar en contacto con Krishna.

- La primera divinidad en aparecer es Morrigan Lugus, tres astronautas ingleses fundidos en una única entidad en un viaje sin protección al espacio por alguna clase de entidad alienígena fungoidal, que se comunica por medio de química con su entorno, y que posee una enorme inteligencia, además de alguna clase de control mental mediante la manipulación de feromonas y la química corporal. Según las palabras del narrador, es una especie de supercomputadora micoidal.

- El segundo en cobrar importancia es Krishna, que cobra un papel protagónico en los eventos del enfrentamiento divino, un experimento cibernético y genético hindú cuya directriz principal es Salvar a la India. Sus poderes incluyen una innata comprensión de la nanotecnología, una inteligencia y sabiduría divinas, y una enorme resistencia y fuerza física. Con la nanotecnología a su disposición, es capaz de crear constructos en forma extremadamente rápida, al punto de reponer miembros perdidos con facilidad.

- Jerry Craven, alias Supergod, es un experimento de súpersoldado norteamericano hecho con los restos de un astronauta muerto, con una inestable salud mental. Aparentemente es una especie de cyborg, similar a Steve Austin, pero poco más se sabe.

- Haile Selassie es un Cyborg hecho ilegalmente por unos científicos coreanos e ingenieros rastafaris en Puntlandia a partir de la cabeza del emperador de Etiopía y fundador del Movimiento Rastafari, Haile Selassie I, pero tiene nula participación dentro de la historia.

- Novaya Goraj es un robot nuclear que hicieron los rusos en Grenada, y al igual que Jerry Craven, el tiene el cerebro de un cosmonauta muerto.

- Dajjal es un súperser norteamericano creado en Irak, capaz de mantener una «conciencia táctica» en lugar de cordura; es capaz de percibir el tiempo en sus diferentes posibilidades es un ser atemporal, y aparentemente es tóxico como Malak.

- Perun es un súpersoldado ruso fabricado a partir de los restos de Novaya Goraj, con un arsenal cibernético incorporado, y cuatro cerebros artificiales en su cuerpo. Es capaz de arrancar los dos brazos de Krishna, pero tiene poca incidencia en la historia.

- Malak Al-maut (literalmente «ángel de la muerte», en referencia al ángel Azrael) es una creación iraní, que intenta fabricar un ángel. Tiene poderes destructivos a nivel atómico, y es quien finalmente destruye la luna al intentar atacar a Krishna.

- Maitreya es una creación china, que puede alterar las estructuras atómicas de todas las cosas, y que prefiere trabajar creando constructos con seres humanos. Hasta el número 4, pareciera ser el único ser capaz de oponerse dignamente y de representar una verdadera amenaza para Krishna.

## Episodios
- Episodio #1: Se pone en situación la historia, narrando la aparición de Morrigan Lugus y la de Krishna.
- Episodio #2: Se narra lo poco que se sabe de la historia de Malak, Haile, y la de Jerry Craven, con su enfrentamiento con Novaya Goraj, un antiguo proyecto soviético.
- Episodio #3: Se narra las historias de Dajjal y de Perun, además de una interacción de Reddin con Morrigan Lugus; además, Simon Reddin propone hacer interactuar a Morrigan Lugus con Krishna vía química fungoidal.
- Episodio #4: primeros enfrentamientos de los súperseres actuales con Krishna; el primero es de Perun, y el segundo es de Malak. Ambos parecieran ser destruidos. En el enfrentamiento entre Krishna y Malak, la luna se ve destruida al enviar a Malak a través de ella, provocando una crisis en la tierra por los fragmentos caídos, además de la revolución en las mareas.